# Drosophila ananassae
Drosophila ananassae  es una especie de díptero braquícero de la familia Drosophilidae. Presenta una distribución cosmopolita, a pesar de que es preferentemente circuntropical. Es un organismo modelo para investigaciones genéticas. Las investigaciones con este insecto fueron iniciadas en 1930 por científicos japoneses.